# Нохоева, Любовь Ильинична
Любовь Ильинична Нохоева ― российская бурятская художница, Заслуженный художник Республики Бурятия, Лауреат Государственной премии Республики Бурятия в области литературы и искусства, дипломант Российской академии художеств, член Союза художников России.

## Биография
Родилась  27 августа 1952 года в селе Харазаргай Эхирит-Булагатского района Усть-Ордынского Бурятского автономного округ Иркутской области.
После завершения учёбы в средней школе поступила в Улан-Удэнское педагогическое училище на художественно-графическое отделение, которое окончила в 1974 году. В училище занималась в мастерской Героя Советского Союза, Народного художника Бурятской АССР, Заслуженного художника РСФСР Георгия Москалёва, и в мастерской В. И. Жидяева.
В 1980 году окончила Дальневосточный институт искусств во Владивостоке, где училась в мастерской В. А. Гончаренко. В 1989 году принята в члены Союза художников России.
С 1998 по 2001 год прошла стажировку в Российской академии художеств, отделение Урал, Сибирь и Дальний Восток в городе Красноярск.
С 1981 года является постоянным участником всесоюзных, российских, зональных, зарубежных выставок, в том числе в Республиканском художественном музее имени Цыренжапа Сампилова в 2011 году, персональная выставка называлась «Женщины и цветы».
Любовь Ильинична Нохоева является автором таких работ, как: «Художники приехали» (1981), «Рыбачки Байкала» (1983), «Аюна рисует» (1985), триптих «Ожидание» (1987), диптих «Приближение осени» (1988). «Агу — Гоохон» (1998), «Дангина» (1999), «Возрождение» (2001), триптих «Степная мелодия» (2008).
Её произведения находятся в Художественном музее имени Цыренжапа Сампилова, в фондах «Росизопропаганда» в Москве, в Краеведческом музее посёлка Усть-Ордынский, а также в частных коллекциях России и за рубежом.
За большой вклад в культуру и искусство народов Бурятии Любовь Нохоева удостоена почётного звания «Заслуженный художник Республики Бурятия», награждена  Государственной премии Республики Бурятия в области литературы и искусства, стала дипломантом Российской академии художеств.
Живёт и работает в Улан-Удэ.